# Cerco de Belgrado (1521)
O Cerco de Belgrado de 1521 teve lugar entre 25 de junho e 29 de agosto em Nándorfehérvár (nome antigo de Belgrado), hoje a capital da Sérvia, opondo as forças sitiantes do Império Otomano aos sitiados do Reino da Hungria e teve como consequência a integração da cidade no Império Otomano, além de ter contribuído decisivamente para a queda do Reino da Hungria.
Os otomanos comandados pelo sultão otomano Solimão, o Magnífico montaram um cerco à fortaleza húngara, sabotaram as muralhas com explosivos e sete dias de  intensos bombardeamentos. A cidade foi depois assaltada e conquistada sem grande dificuldade e com poucas baixas humanas da parte dos atacantes.
Após ser conquistada, Belgrado tornou-se uma importante base militar para outras operações otomanas na Europa e a sede do Paşalık (província governada por um paxá) de Belgrado. Durante o domínio otomano, a cidade tornou-se uma das maiores cidades da Europa.
A conquista foi uma das principais causas que acabariam por conduzir à Batalha de Mohács, a qual marcou a derrota final do Reino da Hungria e a anexação dos seus territórios no Império Otomano.
A conquista de Belgrado está na origem de vários topónimos da a capital otomana, Istambul, como Belgrad Kapısı (Porta de Belgrado) e Belgrad Ormanı (Floresta de Belgrado).